# Dionysius Kartusianen

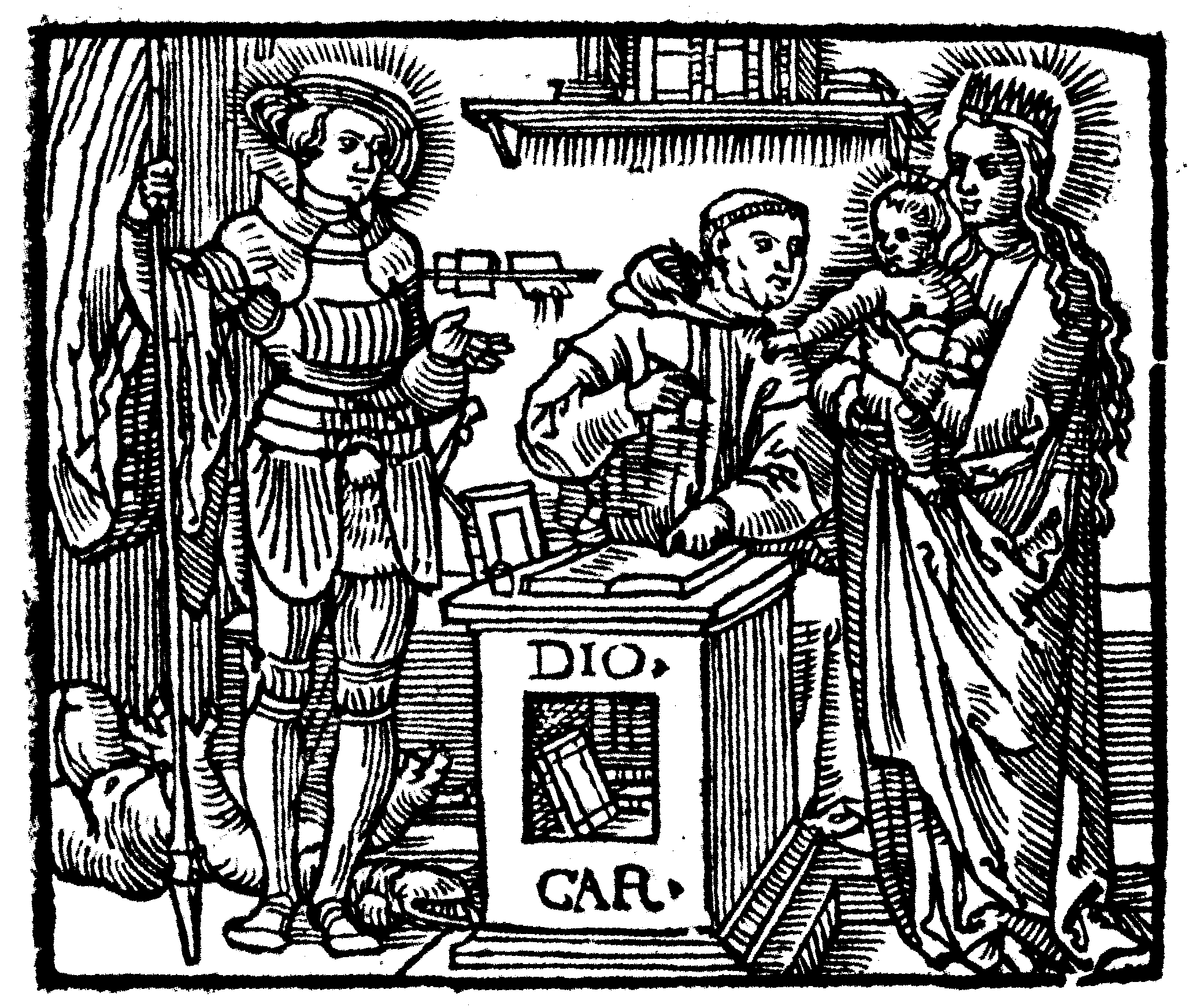
Dionysius Kartusianen, flankerad av jungfru Maria med Jesusbarnet och sankt Georg. Träsnitt från 1532 av Anton Woensam.

Dionysius Kartusianen, Dionysius Carthusianus, Denys van Leeuwen eller Denis Ryckel, född 1402 i Rijkel, Limburg, död 12 mars 1471 i Roermond, var en flamländsk kartusianmunk, mystiker och teolog. Han räknas traditionellt som salig av Katolska kyrkan. Informellt kallas han vidare doctor ecstaticus.

## Biografi
Dionysius Kartusianen blev efter studier vid flera lärosäten magister i Köln år 1424, och inträdde i kartusianernas kloster i Roermond. Han betraktades som en av samtidens stora skolastiker. På kardinal Nicolaus Cusanus begäran skrev han två avhandlingar mot islam, Contra perfidiam Mahometi. När kardinalen utsågs till påvligt sändebud, medföljde Dionysius på flera resor. Tillnamnet doctor ecstaticus har han fått postumt för de religiösa extaser som han sade ha, redan från ungdomen. 1466 till 1469 var han prior för ett kartusianskt kloster.
Han avled efter en lång tids svår sjukdom, enligt traditionen den 12 mars 1471. Det uppgavs att hans kvarlevor doftade parfym, och fastän han aldrig formellt beatificerats betecknas han som salig av kyrkolärarna Frans av Sales och Alfonso dei Liguori.

## Verk
De kvarvarande skrifterna av Dionysius upptar tiotals band. De utgörs av kommentarer till Bibeln, kyrkofäder och senare teologer, samt av avhandlingar i teologiska ämnen. Utan att utgöra en egen skola eller låta sig infogas i någon sådan, brukar Dionysius betraktas som den siste skolastikern.